# Johnny Bond

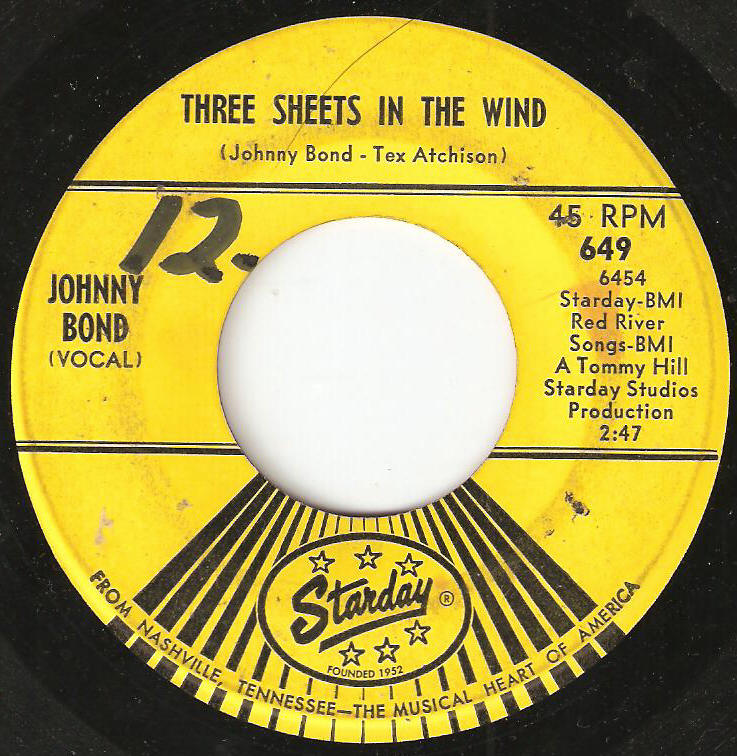
CD Three Sheets in the Wind van Johnny Bond

Cyrus Whitfield Bond  (Enville, Oklahoma, 1 juni 1915 - 12 juni 1978), beter bekend als Johnny Bond, was een country-entertainer, -gitarist, -zanger en lid van de Country Music Hall of Fame , Nashville Songwriters Hall of Fame en de Western Music Association Hall of Fame.
Bond brak door in de late jaren 30, toen hij samenwerkte met Jimmy Wakely. Vanaf 1940 trad hij op in Gene Autry's Gene Autry's Melody Ranch. Ook acteerde Bond in films als Wilson en Duel in the Sun. Bond verscheen in de jaren 50 op televisie tijdens de serie Town Hall Party.
Johnny Bond staat bekend om zijn hit "Divorce Me C.O.D.", een van zijn zeven toptien-hits in de Billboards-hitlijsten. In 1965 scoorde hij de grootste hit van zijn carrière met het humoristische countrynummer "Ten Little Bottles", dat vier weken op nummer 2 stond.
Bond stierf op 63-jarige leeftijd aan een hartinfarct. Postuum werd hij in 1999 opgenomen in de Country Music Hall of Fame.

## Discografie
- 1961: That Wild, Wicked But Wonderful West
- 1964: Hot Rod Lincoln-Three Sheets In The Wind
- 1965: Ten Little Bottles
- 1965: Famous Hot Rodders I Have Known
- 1966: The Man Who Comes Around
- 1966: Bottles Up
- 1967: Ten Nights In A Barroom
- 1967: Little Ole Wine Drinker Me
- 1968: Drink Up And Go Home
- 1969: Great Songs Of The Delmore Brothers
- 1970: Something Old, New, Patriotic And Blue
- 1971: Here Come The Elephants
- 1971: Three Sheets In The Wind
- 1974: How I Love Them Old Songs
- 1975: Rides Again

## Notabele nummers
- So Round, So Firm, So Fully Packed
- Oklahoma Waltz
- Divorce Me C.O.D.
- Love Song in 32 Bars
- Sick Sober and Sorry
- Hot Rod Lincoln
- Ten Little Bottles